# Iglesia nacional
Una Iglesia nacional es aquella iglesia cristiana asociada directamente a un grupo étnico o a un Estado nación. Estas pueden ser la religión oficial de un Estado confesional o simplemente conservar la tradición por el vínculo de la fe cristiana en una nación determinada donde existe la separación Iglesia-Estado.
Este concepto hace alusión en sus inicios principalmente al protestantismo en el Reino Unido y los países nórdicos, mientras que en el caso de Inglaterra es el común denominador para la Iglesia de Inglaterra, en algunas «Iglesias del Pueblo» de Escandinavia, se caracterizan por ser nacionales en el sentido étnico y no así como una iglesia estatal, siguiendo las ideas de Nikolai Frederik Severin Grundtvig. De todos modos, en la mayoría de los países donde la iglesia estatal es seguida por la mayoría de los ciudadanos, puede ser también la iglesia nacional y declarada por el gobierno nacional, como por ejemplo, la Iglesia del Pueblo Danés, la Iglesia ortodoxa de Grecia o la Iglesia nacional de Islandia.

## Iglesias nacionales por país
| País                | Iglesia nacional                                                            | Rama                     |
| ------------------- | --------------------------------------------------------------------------- | ------------------------ |
| Albania             | Iglesia ortodoxa albanesa                                                   | Ortodoxa                 |
| Alemania            | Iglesia Evangélica en Alemania y la Iglesia católica                        | Protestante y católica   |
| Armenia             | Iglesia apostólica armenia                                                  | Ortodoxa oriental        |
| Bulgaria            | Iglesia ortodoxa búlgara                                                    | Ortodoxa                 |
| Dinamarca           | Iglesia del Pueblo Danés                                                    | Luterana                 |
| Inglaterra          | Iglesia de Inglaterra                                                       | Anglicana                |
| Egipto              | Iglesia ortodoxa copta                                                      | Ortodoxa oriental        |
| Escocia             | Iglesia de Escocia                                                          | Presbiteriana Calvinista |
| Estonia             | Iglesia Evangélica Luterana Estonia                                         | Luterana                 |
| Etiopía             | Iglesia ortodoxa etíope                                                     | Ortodoxa oriental        |
| Islas Feroe         | Iglesia de las Islas Feroe                                                  | Luterana                 |
| Finlandia           | Iglesia evangélica luterana de Finlandia y la Iglesia ortodoxa de Finlandia | Luterana y ortodoxa      |
| Gales               | Iglesia de Gales                                                            | Anglicana                |
| Georgia             | Iglesia ortodoxa y apostólica georgiana                                     | Ortodoxa                 |
| Grecia              | Iglesia ortodoxa de Grecia                                                  | Ortodoxa                 |
| Islandia            | Iglesia nacional de Islandia                                                | Luterana                 |
| Irlanda             | Iglesia de Irlanda                                                          | Anglicana                |
| Líbano              | Iglesia católica maronita                                                   | Católica                 |
| Macedonia del Norte | Iglesia ortodoxa macedonia                                                  | Ortodoxa                 |
| Noruega             | Iglesia de Noruega                                                          | Luterana                 |
| Rumania             | Iglesia ortodoxa rumana                                                     | Ortodoxa                 |
| Rusia               | Iglesia ortodoxa rusa                                                       | Ortodoxa                 |
| Serbia              | Iglesia ortodoxa serbia                                                     | Ortodoxa                 |
| Suecia              | Iglesia de Suecia                                                           | Luterana                 |
| Tuvalu              | Iglesia de Tuvalu                                                           | Calvinista               |
| Ucrania             | Iglesia ortodoxa de Ucrania                                                 | Ortodoxa                 |